# Friedrich Pressel
Friedrich Pressel (* 16. August 1830 in Tübingen; † 20. Februar 1910 in Bad Cannstatt) war ein deutscher Gymnasialprofessor und Lokalhistoriker in Ulm.

## Leben und Wirken
Friedrich Pressel, ein Sohn des Tübinger evangelischen Pfarrers und Dekans Johann Gottfried Pressel (1789–1848), studierte an der Universität Tübingen Klassische Philologie. Nach seiner ersten Dienstprüfung für den höheren Schuldienst 1852 wurde er 1857 an der Universität Tübingen zum Dr. phil. promoviert. Zunächst unterrichtete er an der Lateinschule in Reutlingen, 1860 wechselte er an das Gymnasium in Ulm, zunächst als Amtsverweser, seit 1867 als Gymnasialprofessor. In Ulm betätigte sich Pressel auf dem Gebiet der Stadtgeschichte. Er war zweiter Vorstand des dortigen Vereins für Kunst und Altertümer in Ulm und Oberschwaben (seit 1879 Ehrenmitglied) und wurde 1869 Mitglied des Münsterbaukomitees. Im Jahre 1878 wurde Pressel Rektor des Gymnasiums in Heilbronn, dieses Amt hatte er bis zum Eintritt in den Ruhestand 1898 über zwanzig Jahre inne.

## Veröffentlichungen
- Tabellarischer Abriss der Homerischen Formenlehre für den Schulgebrauch. In: Jahresbericht über die Realanstalt in Ulm. Jahrgang 1855, S. 3–30.
- (Übers.): Katulls ausgewählte Gedichte. Verdeutscht in den Versmaasen der Urschrift von Friedrich Pressel. Krais & Hoffmann, Ulm 1860 (4. Auflage 1897; Digitalisat).
- Schubart in Ulm. Ein Vortrag. Zum Besten einer in Ulm auszustellenden Gedächtnistafel Schubart's. Nübling, Ulm 1861.
- (Übers.): Psyche. Ein allegorisches Märchen. Nach dem Lateinischen des Appulejus. Krick, Ulm 1864.
- Philologische Miscellen über das Evangelium Matthäi. Ein Beitrag zur Neutestamentlichen Hermeneutik. Wagner, Ulm 1865.
- mit Carl Gustav Veesenmeyer (Hrsg.): Ulmisches Urkundenbuch. Zwei Bände. Kerler, Ulm 1873–1900.
- Geschichte der Juden in Ulm. Festschrift zur Einweihung der Synagoge 12. September 1873. Ulm 1873.
- Die Pflanzung des Christenthums in Ulm. Walter, Ulm 1873.
- Ulm und sein Münster. Festschrift zur Erinnerung an den 30. Juni 1377. Ebner, Ulm 1877.
- Das Evangelium in Spanien (= Bausteine zur Geschichte des Gustav-Adolph-Vereins. Band 1). Draeseke, Freienwalde a. O. 1877.
- Das Evangelium in Frankreich (= Der evangelische Glaube nach dem Zeugnis der Geschichte. Band 4). Niemeyer, Halle 1884.
- Das Pfarrhaus in Cleversulzbach vor fünfzig und mehr Jahren. Greiner & Pfeiffer, Stuttgart 1885.
- Der Eingang der Ilias. Einladungsschrift des Königlichen Karlsgymnasiums in Heilbronn, Jahrgang 1885/86, S. 5–26.
- Aus Alt-Ulm (= Ulm und Oberschwaben. Band 12). Frey, Ulm 1905.